# Pyrinia fulvatoides
Pyrinia fulvatoides är en fjärilsart som beskrevs av Paul Dognin 1896. Pyrinia fulvatoides ingår i släktet Pyrinia och familjen mätare. Inga underarter finns listade.